# 103P/Hartley
Sao chổi Hartley 2, được chỉ định là 103P/Hartley, là một sao chổi nhỏ định kỳ có chu kỳ quỹ đạo là 6,46 năm. Nó được Malcolm Hartley phát hiện vào năm 1986 tại Đơn vị Kính viễn vọng Schmidt, Đài thiên văn Siding Spring, Australia. Đường kính của nó được ước tính là 1,2 đến 1,6 km (0,75 đến 0,99 mi).
Hartley 2 là mục tiêu của con tàu vũ trụ Deep Impact, như một phần của nhiệm vụ EPOXI, vào ngày 4 tháng 11 năm 2010, có thể tiếp cận trong phạm vi 700 km (430 dặm) của Hartley 2 như một phần của nhiệm vụ mở rộng. Tính đến tháng 11 năm 2010, Hartley 2 là sao chổi nhỏ nhất đã được ghé thăm. Đây là sao chổi thứ năm được tàu vũ trụ ghé thăm và là sao chổi thứ hai được tàu vũ trụ Deep Impact ghé thăm, lần đầu tiên đến thăm sao chổi Tempel 1 vào ngày 4 tháng 7 năm 2005.

## Khám phá và quỹ đạo
Sao chổi Hartley 2 là một sao chổi nhỏ thuộc gia đình Jupiter có chu kỳ quỹ đạo là 6,46 năm. Nó được Malcolm Hartley phát hiện vào năm 1986 tại Đơn vị Kính viễn vọng Schmidt, Đài thiên văn Siding Spring, Australia. Nó có củng điểm gần quỹ đạo của Trái Đất tại 1,05 AU từ Mặt trời.

### Tiếp cận Trái Đất năm 2010
Sao chổi đã vượt qua trong vòng 0,12 AU (18.000.000 km; 11.000.000 dặm) của Trái Đất vào ngày 20 tháng 10 năm 2010, chỉ tám ngày trước khi đến perihelion (điểm tiếp cận gần nhất với Mặt trời) vào ngày 28 tháng 10 năm 2010. Từ các vĩ độ phía bắc, vào đầu tháng 11 năm 2010, sao chổi có thể nhìn thấy vào khoảng nửa đêm mà không có sự can thiệp nào từ Mặt trăng.
Mặc dù hiện tại gần với quỹ đạo Trái Đất, sao chổi vẫn chưa phải là nguồn mưa sao băng được biết đến. Tuy nhiên, điều đó có thể thay đổi. Các vệt bụi từ sự trở lại gần đây của 103P/Hartley 2 di chuyển vào và ra khỏi quỹ đạo Trái Đất, và đường mòn bụi 1979 dự kiến sẽ đến perihelion vào năm 2062 và 2068.
Sau khi đến perihelion năm 2010, không tính đến các lực không hấp dẫn, Hartley 2 được ước tính sẽ quay trở lại với perihelion vào khoảng ngày 20 tháng 4 năm 2017.

## Đặc tính

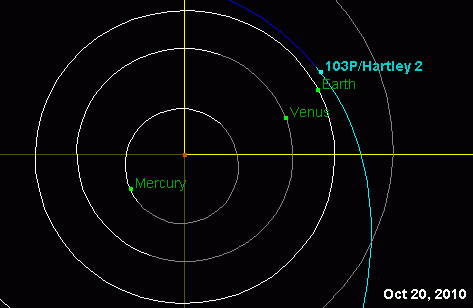
Quỹ đạo của 103P/Hartley.

Quan sát bằng Kính viễn vọng Không gian Spitzer vào tháng 8 năm 2008 cho thấy hạt nhân sao chổi có bán kính 0,57 ± 0,08 km (0,354 ± 0,050 mi) và suất phản chiếu thấp 0,028. Khối lượng của sao chổi được ước tính là khoảng 300 megaton (3.0 × 1011 kg). Chặn đứng một cuộc chia tay thảm khốc hoặc sự kiện chia tách lớn, sao chổi sẽ có thể sống sót tới 100 lần xuất hiện khác (~ 700 năm) với tốc độ mất mát hàng loạt hiện tại.
Các quan sát radar của Đài thiên văn Arecibo trong lần xuất hiện năm 2010 của sao chổi cho thấy hạt nhân có độ giãn dài và quay trong khoảng thời gian 18 giờ. Người quản lý dự án của nhiệm vụ EPOXI đã mô tả hình dạng của nó là "sự giao thoa giữa pin bowling và dưa chua".
Năm 2011, Đài quan sát vũ trụ Herschel đã phát hiện ra dấu hiệu của nước bốc hơi trong tình trạng hôn mê của sao chổi. Hartley 2 chứa một nửa lượng nước nặng như các sao chổi khác được phân tích trước đây, với cùng tỷ lệ giữa nước nặng và nước thường được tìm thấy trong các đại dương trên Trái Đất.
Trong nhiều năm, người ta đã biết rằng rất ít sao chổi tạo ra nhiều hơi nước hơn so với việc chuyển hướng hạt nhân của nước đá. Sự bay bổng của Hartley 2 cho thấy nhiều hạt băng giá trođầu sao chổi bị đẩy ra ngoài do sự phát tán của carbon dioxide. Người ta tin rằng đây là nguồn của phần lớn nước đến từ sao chổi.
Các quan sát của Hartley 2 cho thấy tầm quan trọng của băng carbon-monoxide đối với băng carbon dioxide trong sao chổi. Sau khi kiểm tra lại, người ta thấy rằng sự phong phú của băng carbon-monoxide và băng carbon dioxide cho thấy các sao chổi trong thời gian ngắn hình thành trong điều kiện ấm hơn so với các sao chổi thời gian dài hơn. Điều này cho thấy các sao chổi thời gian ngắn hình thành gần Mặt trời hơn so với các sao chổi dài hạn. Khám phá này rất phù hợp với các phép đo Heavy Water ở Hartley 2.

## Chuyến bay củaDeep Impact(sứ mệnh EPOXI)

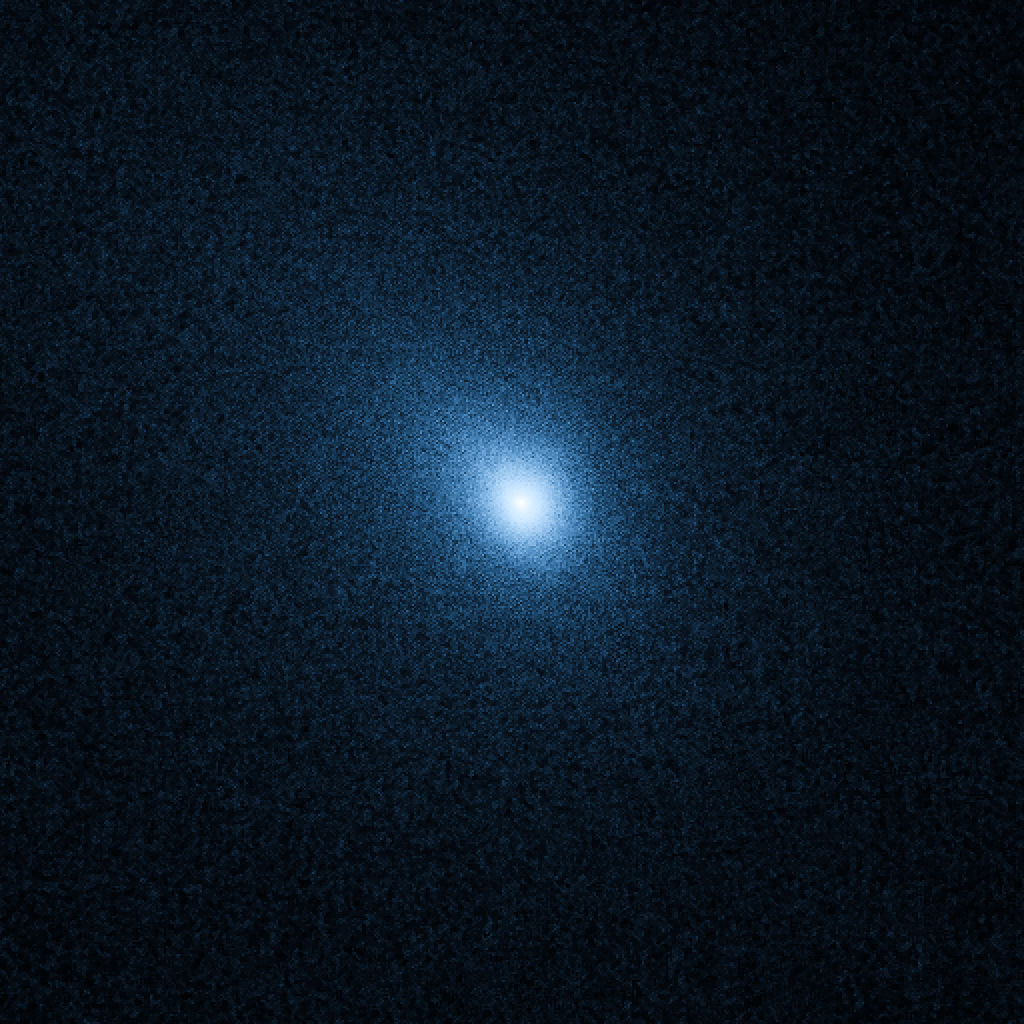
Ảnh chụp sao chổi Hartley bởi Kính viễn vọng không gian Hubble.

Nhiệm vụ của EPOXI cho thấy rằng vật liệu được đẩy ra từ sao chổi chủ yếu bao gồm khí CO2. Michael A'Hearn, trưởng nhóm khoa học cho nhiệm vụ EPOXI, đã tuyên bố "Những quan sát ban đầu của sao chổi cho thấy, lần đầu tiên, chúng ta có thể kết nối hoạt động với các tính năng riêng lẻ trên hạt nhân". Một nghiên cứu do Đại học Maryland dẫn đầu được công bố trên tạp chí Science ngày 17 tháng 6 đã mô tả một phân tích về nhiệm vụ. Những phát hiện chính từ nhiệm vụ bao gồm: (1) vòng eo mịn màng, không hoạt động của sao chổi hình hạt đậu có lẽ đã được gửi lại; (2) Hartley 2 quay quanh một trục, nhưng cũng xoay quanh một trục khác; và (3) trên phần cuối lớn hơn, cứng hơn của nó, bề mặt của sao chổi chứa các vật thể lấp lánh, cao khoảng 165 feet (50 mét) và rộng 260 feet (80 mét) (lớn như tòa nhà 16 tầng). Hơn nữa, những vật thể này dường như phản chiếu gấp hai đến ba lần so với trung bình bề mặt. "Nhà nghiên cứu thiên văn học của Đại học Maryland, Michael A'Hearn, tác giả chính của bài báo Khoa học và là nhà điều tra chính cho các nhiệm vụ của EPOXI và Deep Impact cho biết: "Khi được Mặt trời sưởi ấm, băng khô [carbon dioxide đông lạnh] sâu trong cơ thể của sao chổi biến thành khí gas phun ra khỏi sao chổi và kéo theo nước đá với nó." Hiện tại người ta tin rằng một số bụi, khối băng giá và các vật liệu khác rơi ra từ đầu sao chổi đang di chuyển đủ chậm để bị bắt bởi ngay cả trọng lực yếu của sao chổi. Tài liệu này sau đó rơi trở lại điểm thấp nhất ở giữa.

## Chuyến bay củaDeep Impact
Tàu vũ trụ Deep Impact, trước đây đã chụp ảnh sao chổi Tempel 1, hiện đang được NASA tái sử dụng để nghiên cứu Hartley 2. Kế hoạch ban đầu là cho một chuyến bay của sao chổi Boethin. Tuy nhiên, Boethin đã không được quan sát kể từ năm 1986 và quỹ đạo của nó không thể được tính toán với độ chính xác đủ để cho phép bay, vì vậy NASA đã nhắm mục tiêu lại tàu vũ trụ về phía Hartley 2. Phi thuyền đến trong vòng 435 dặm (700 km) trong khi di chuyển với 27.500 dặm một giờ (44.300 km/h) trên ngày 04 tháng 11 năm 2010. Dữ liệu từ chuyến bay được truyền trở lại Trái Đất thông qua Mạng không gian sâu của NASA.
Chuyến bay đã có thể chỉ ra rằng sao chổi dài 2,25 kilômét (1,40 mi) và "hình hạt đậu". Một số máy bay phản lực vật chất đang bị đẩy ra từ phía tối của sao chổi, thay vì phía ánh sáng mặt trời. Các nhà khoa học tham gia vào nhiệm vụ EPOXI mô tả sao chổi hoạt động bất thường, với nhà khoa học truyền giáo Don Yeomans nói rằng "Nó hiếu động, nhỏ bé và yếu đuối."
Các nhà khoa học của NASA đã báo cáo rằng các tia phát ra từ đầu thô bao gồm hàng trăm tấn khối băng và bụi mịn - những hạt lớn nhất là từ quả bóng golf đến cỡ quả bóng rổ - và chúng bị đẩy ra bởi các tia carbon dioxide. Các nhà khoa học cũng cho biết đây là lần đầu tiên hoạt động của sao chổi được cung cấp bởi sự thăng hoa của carbon dioxide đông lạnh được quan sát thấy khi sao chổi gần mặt trời; CO2 băng trong sao chổi phải là nguyên thủy, có từ thời khởi đầu của hệ mặt trời.